# NGC 3504
NGC 3504 é uma galáxia espiral barrada (SBab) localizada na direcção da constelação de Leo Minor. Possui uma declinação de +27° 58' 23" e uma ascensão recta de 11 horas, 03 minutos e 11,1 segundos.
A galáxia NGC 3504 foi descoberta em 11 de Abril de 1785 por William Herschel.